# Tommy Hansson
Tommy Hansson (1956. január 9. –) válogatott svéd labdarúgó, csatár.

## Pályafutása

### Klubcsapatban
1975 és 1981 között a Malmö FF labdarúgója volt, ahol két svéd bajnoki címet és három kupagyőzelmet ért el. Tagja volt az 1978–79-es idényben BEK-döntős együttesnek. 1981 és 1984 között az IFK Malmö, 1985 és 1987 között a Lunds BK, 1988–89-ben a Trelleborgs FF labdarúgója volt.

### A válogatottban
1977-ben egy alkalommal szerepelt a svéd válogatottban.

## Sikerei, díjai
Malmö FF
- Svéd bajnokság (Allsvenskan)
  - bajnok (2): 1975, 1977
- Svéd kupa (Svenska Cupen)
  - győztes (3): 1975, 1978, 1980
- Bajnokcsapatok Európa-kupája (BEK)
  - döntős: 1978–79
- Interkontinentális kupa
  - döntős: 1979

## Statisztika

### Mérkőzése a svéd válogatottban
| Svédország | Svédország       | Svédország                  | Svédország | Svédország | Svédország | Svédország | Svédország | Svédország |
| #          | Dátum            | Helyszín                    | Hazai      | Eredmény   | Vendég     | Kiírás     | Gólok      | Esemény    |
| ---------- | ---------------- | --------------------------- | ---------- | ---------- | ---------- | ---------- | ---------- | ---------- |
| 1.         | 1977. július 20. | Reykjavík, Laugardalsvöllur | Izland     | 0 – 1      | Svédország | barátságos | -          | 64'        |
|            | Összesen         |                             |            | 1          | mérkőzés   |            | 0          | gól        |